# El año del viento
El año del viento es la sexta novela escrita por la escritora y antropóloga peruana Karina Pacheco. La obra obtuvo el Premio Nacional de Literatura del Perú en 2022 en la categoría de novela. La historia está ambientada en los primeros años del surgimiento de Sendero Luminoso en los Andes de la década de 1980 en Perú. La protagonista es Nina, una escritora peruana radicada en Madrid que emprende un viaje de búsqueda a su tierra natal intentando develar el paradero de su prima, Bárbara, quien era maestra en una escuela en ese entonces.

## Argumento
La novela cuenta la historia de Nina, una escritora peruana residente en Madrid en 2020 que, una mañana mientras compra en un mercado local, se encuentra con una mujer que se parece a su prima mayor Bárbara. Bárbara había desaparecido misteriosamente de Cuzco hacía cuarenta años y nunca más se la volvió a ver. Nina era solo una niña en ese momento, pero idolatraba a su prima adolescente y todavía tiene buenos recuerdos de su infancia. Sin embargo, al preguntar repetidamente al clon de Bárbara sobre su verdadera identidad, las únicas respuestas que obtiene son que el nombre de la mujer es Berna y que “Bárbara está muerta”.
Así comienza el largo viaje de Nina para conocer más sobre los pasos perdidos de Bárbara, comenzando con su vida en Cuzco en la década de 1980 cuando recién comenzaba la guerra entre el Gobierno peruano y Sendero Luminoso que dejó alrededor de setenta mil personas muertas y desaparecidas. A medida que la narración reconstruye el pasado de Bárbara, el lector se entera de su personalidad juvenil y enérgica, así como de su determinación de luchar por la justicia social en un país históricamente plagado de racismo y pobreza estructural. A la larga, el idealismo y el espíritu generoso de Bárbara chocarán con la cruel realidad de la guerra, y sus buenas intenciones devoradas por la violencia implacable de Sendero Luminoso.

## Recepción
En la comunidad virtual de lectores Goodreads, ha obtenido una puntuación de 4,62 sobre 5 basada en 37 evaluaciones.
De acuerdo al crítico literario José Carlos Yrigoyen de El Comercio, «Dentro del universo de la literatura de la violencia política, esta novela de Karina Pacheco rehúye los habituales vicios de esa corriente. Su mirada es honesta, verosímil e integral».